# Unfaithful
"Unfaithful" je pop balada koju su napisali Ne-Yo, Tor Erik Hermansen i Mikkel S. Eriksen za drugi album barbadoške pjevačice Rihanne, A Girl like Me. Producirali su je tim Stargate i u sredini 2006. godine objavljen aje kao drugi singl s albuma. Pjesma je završila na drugom mjestu na top ljestvicama u mnogim državama i postigla značajan uspjeh širom svijeta.

## O pjesmi
Uz rad s Seanom Paulom, Rihanna je surađivala s pjevačem i tekstopiscem Ne-Yo-om. Ne-Yo je zajedno s norveškim produkcijskim duom Stargate napisao "Unfaithful" kao dio Rihanninog drugog studijskom albuma, A Girl Like Me, koji je opisala kao “osobni album” o tome kako je biti djevojka poput nje i pričanje o iskustvima i stvarima koje svaka djevojka kao ona treba proći.Produkcijski je tim Stargate producirao pjesmu. Dok je većina Rihanninih pjesama s njenog debitantskog albuma Music of the Sun u plesnom stilu, većinom žanra dance-pop i R&B, "Unfaithful" je napravljen drugačije od svojih prethodnika. Rihanna je izjavila da su balade nova stvar za nju, ali da je uzbuđena. Pjesma se pojavljuje u igri Karaoke Revolution Presents: American Idol Encore.

### Glazba i tekst
"Unfaithful" je spora pjesma napisana u ključu C minor.
Orkestar je aranžirao i vodio Rob Mounsey.
Balada je o ženi koja je u vezi s čovjekom, ali ima aferu. Rihanna je objasnila značenje pjesme i: "Vidim ubojstvo u toj pjesmi. Uzimam život tom čovjeku povrjeđujući ga, varajući ga. On zna, i zbog toga se osjeća tako loše. Ubija ga to što zna da me drugi tip usrećuje... uvijek se govori da muškarci varaju. A konačno je netko postavio perspektivu: I djevojke također varaju."  Za radijski airplay, riječ "gun" (pištolj) je izbačena. For radio airplay, the word "gun".

### Uspjeh na top ljestvicama
"Unfaithful" je dospio na 6. mjesto na ljestvici Billboard Hot 100 u SAD-u u lipnju 2006. godine. Njen spot je također postigao značajan uspjeh na MTV-jeom Total Request Live s 14 dana provedenih na 1. mjestu. Izvela je pjesmu na TRL.u 25. lipnja i spot je 27. lipnja završio na 7. mjestu top ljestvice. Ovo je također njen prvi spot koji je završio na TRL-u. 
Singl je objavljen 17. lipnja 2006. godine u Ujedinjenom Kraljevstvu i Australiji kad je već bio dostupan za digitalni download u čitavom svijetu. Debitirao je na 16. mjestu u Ujedinjenom Kraljevstvu samo zbog digitalnog preuzimnja prije izdanja kao singl. Sljedećeg tjedna popeo se na 2. mjesto, poslije izdanja kao singl (na broju jedan bila je pjesma od Nelly Furtado  "Maneater"), i tako postao Rihannin treći hit broj dva u Ujedinjenom Kraljevstvu. Istog dana pjesma je debitirala na 2. mjestu u Australiji.

## Kritički osvrt
Iako je pjesma imala jak uspjeh na top ljestvicama, primila je različite kritike i od obožavatelja i od kritičara, jer to je prva balada koju je izdala i velik kontrast njenim rijašnjim većinom pop/R&B/reggae pjesmama. Njen vokalni nastup također je bio meta kritika. Shaun Kitchener je za UKMix rekao: "Ne može se poreći da je njen glas jak", ali Bill Lamb za About.com izjavio je: "Rihannin glas nije jako jak. Ova pjesma zvuči slabo i siromašno ", i tako je komentirao na mišljenje da će pjesma biti nominirana na nagradu Grammy. Kad su se objavljivale nominacije za nagradu, pjesma nije spomenuta.

## Popis pjesama
- CD singl (UK)

1. "Unfaithful" (Eriksen, M./Hermansen, T./Smith, S.) — 3:48
2. "SOS (Moto Blanco Remix)" (Bogart, E. Kidd/Cobb, E./Rotem, J.) — 5:14

- CD singl Pt. 2

1. "Unfaithful" (Eriksen, M./Hermansen, T./Smith, S.) — 3:48
2. "Unfaithful (Tony Moran Radio Edit)" (Eriksen, M./Hermansen, T./Smith, S.) — 3:10
3. "Unfaithful (Instrumentalno)" (Eriksen, M./Hermansen, T./Smith, S.)

- Extras:

"Unfaithful" (Video) — 4:34
- Nizozemski CD singl

1. "Unfaithful" (Eriksen, M./Hermansen, T./Smith, S.) — 3:48
2. "Unfaithful (Tony Moran Radio Edit)" (Eriksen, M./Hermansen, T./Smith, S.) — 3:10

- UK 12" vinilni singl

Strana A
1. Radio Edit
2. Instrumental

Strana B
1. Remix

## Videospot
Početna scena spota prikazuje Rihannu kako u sobu za presvlačenje namješta svoju crnu haljinu i šminka se. Onda se prikazuje scena Rihanne i njenog dečka u restoranu. On je na kratko izišao, a za to vrijeme Rihanna je od konobara primila ceduljicu koju je napisao jedan muškarac u restoranu. Onda se njen dečko vratio i prikazale su se kratke scene nje i dečka zajedno. Zatim jedna scena spota prikazuje da je muškarac u restoranu zapravo njen ljubavnik. Rihanna u crnoj haljini zatim napušta sobu za presvlačenje i ulazi u prostoriju gdje taj muškarac svira klavir i ona poče pjevati. Onda se prikazuju razne scene koje prikazuju Rihanninu nevjeru. Naprimjer, u jednoj sceni Rihanna šalje SMS poruku svom ljubavniku dok u istoj sobi spava njen dečko, a drugog jutra budna sjedi u sobi gdje spava njen ljubavnik. Također prikazuju se scene Rihanninog grljenja s tim muškarcima (svakim posebno), a također i scene pjevanja na klaviru. Također, prikazuju se i scene Rihanne u već spomenutoj crnoj haljini kako leži na starom kauču u sobi za presvlačenje i pjeva. Onda se prikazuje scena Rihanne u crno-bijeloj tunici kako pjeva ispred zida. Na kraju se Rihanna i njen dečko zagrle ispred njegovog automobila, a ona zatvorenih očiju pusti suzu.

## Top ljestvice
| Top lista (2006)                    | Najviša pozicija |
| ----------------------------------- | ---------------- |
| Australija                          | 2                |
| Austrija                            | 2                |
| Belgija                             | 3                |
| Kanada                              | 1                |
| Nizozemska                          | 4                |
| Europa                              | 26               |
| Finska                              | 13               |
| Francuska                           | 1                |
| Njemačka                            | 2                |
| Irska                               | 2                |
| Italija                             | 14               |
| Izrael                              | 1                |
| Novi Zeland                         | 4                |
| Norveška                            | 2                |
| Rumunjska                           | 8                |
| Švedska                             | 6                |
| Švicarska                           | 1                |
| Ujedinjeno Kraljevstvo              | 2                |
| SAD Billboard Hot 100               | 26               |
| SAD Billboard Hot Dance Club Play   | 11               |
| SAD Billboard Hot R&B/Hip-Hop Songs | 12               |

| Rihanna                   | Rihanna |
| ------------------------- | --- |
|                           | |
| Studijski albumi          | Music of the Sun • A Girl Like Me • Good Girl Gone Bad • Rated R • Loud • Talk That Talk • Unapologetic • Anti                                               |
|                           | |
| Kompilacije               | 3CD Collector's Set |
|                           | |
| DVD-i                     | Good Girl Gone Bad Live • Barbadian Superstardom |
|                           | |
| Turneje                   | Rihanna: Live in Concert Tour • Good Girl Gone Bad Tour • A Girl's Night Out • Glow in the Dark Tour (s Kanyem Westom) • Last Girl on Earth Tour • Loud Tour |
|                           | |
| Knjige                    | Rihanna |
|                           | |
| Diskografija • Kategorija | |

| Rihanna                   | Rihanna |
| ------------------------- | --- |
|                           | |
| Studijski albumi          | Music of the Sun • A Girl Like Me • Good Girl Gone Bad • Rated R • Loud • Talk That Talk • Unapologetic • Anti                                               |
|                           | |
| Kompilacije               | 3CD Collector's Set |
|                           | |
| DVD-i                     | Good Girl Gone Bad Live • Barbadian Superstardom |
|                           | |
| Turneje                   | Rihanna: Live in Concert Tour • Good Girl Gone Bad Tour • A Girl's Night Out • Glow in the Dark Tour (s Kanyem Westom) • Last Girl on Earth Tour • Loud Tour |
|                           | |
| Knjige                    | Rihanna |
|                           | |
| Diskografija • Kategorija | |

| Rihannini singlovi | Rihannini singlovi |
| ------------------ | --- |
|                    | |
| Music of the Sun   | "Pon de Replay" • "If It's Lovin' that You Want" |
|                    | |
| A Girl Like Me     | "SOS" • "Unfaithful" • "We Ride" • "Break It Off" |
|                    | |
| Good Girl Gone Bad | "Umbrella" • "Shut Up and Drive" • "Hate That I Love You" • "Don't Stop the Music" • "Take a Bow" • "Disturbia" • "Rehab"                              |
|                    | |
| Rated R            | "Russian Roulette" • "Hard" • "Rude Boy" • "Rockstar 101" • "Te Amo"                                                                                   |
|                    | |
| Loud               | "Only Girl (In the World)" • "What's My Name?" • "Raining Men" • "S&M"                                                                                 |
|                    | |
| Gostujući singlovi | "Roll It" • "If I Never See Your Face Again" • "Live Your Life" • "Run This Town" • "Love the Way You Lie" • "Who's That Chick?" • "All of the Lights" |
|                    | |
| Ostale pjesme      | "Breakin' Dishes" • "Just Stand Up!" • "Wait Your Turn" • "Redemption Song" • "Stranded (Haiti Mon Amour)"                                             |

| Rihannini singlovi | Rihannini singlovi |
| ------------------ | --- |
|                    | |
| Music of the Sun   | "Pon de Replay" • "If It's Lovin' that You Want" |
|                    | |
| A Girl Like Me     | "SOS" • "Unfaithful" • "We Ride" • "Break It Off" |
|                    | |
| Good Girl Gone Bad | "Umbrella" • "Shut Up and Drive" • "Hate That I Love You" • "Don't Stop the Music" • "Take a Bow" • "Disturbia" • "Rehab"                              |
|                    | |
| Rated R            | "Russian Roulette" • "Hard" • "Rude Boy" • "Rockstar 101" • "Te Amo"                                                                                   |
|                    | |
| Loud               | "Only Girl (In the World)" • "What's My Name?" • "Raining Men" • "S&M"                                                                                 |
|                    | |
| Gostujući singlovi | "Roll It" • "If I Never See Your Face Again" • "Live Your Life" • "Run This Town" • "Love the Way You Lie" • "Who's That Chick?" • "All of the Lights" |
|                    | |
| Ostale pjesme      | "Breakin' Dishes" • "Just Stand Up!" • "Wait Your Turn" • "Redemption Song" • "Stranded (Haiti Mon Amour)"                                             |